# Hōdai Yamazaki
Pour les articles homonymes, voir Yamazaki.
Hōdai Yamazaki (山崎方代, Yamazaki Hōdai), 1er novembre 1914 - 19 août 1985, est un poète japonais de tanka actif au cours de l'ère Shōwa. Ses vers se caractérisent par l'utilisation habile de la langue familière.

## Jeunesse
Hōdai naît à Kōfu dans la préfecture de Yamanashi. Depuis son enfance il s'intéresse à la littérature et commence à écrire des tanka et des histoires courtes pour les journaux et les magazines juste après la fin de l'école primaire. En 1939, il s'installe à Yokohama. Alors qu'il vit avec sa sœur, il publie (à ses frais) une version miméographe de sa première anthologie de poésie Banshō kuriawase (« À tout prix »).
Hōdai est enrôlé dans l'Armée impériale du Japon en 1941 et en 1943 perd son œil droit au combat ; son œil gauche est également sévèrement atteint.

## Carrière littéraire
Après la fin de la Seconde Guerre mondiale il reprend ses activités créatives et finance la publication d'une collection de tanka intitulée Hōdai en 1955. Le recueil attire l'attention du célèbre poète Hideo Yoshino qui prend Hōdai comme disciple. En 1971, il se joint à Keiichirō Okaba et d'autres poètes afin de publier la revue littéraire Kanshō (« Tempéré »).
Ses autres ouvrages comprennent les anthologies Ubaguchi, Korogi et Kashō, ainsi qu'un recueil d'essais, Aojiso no hana (« Fleur de Shiso »). Il décède en 1985 à l'âge de 70 ans. Une société en son honneur est fondée après sa mort qui continue de publier un magazine consacré à l'étude de ses œuvres.
Hōdai demeure à Kamakura dans la préfecture de Kanagawa de 1972 jusqu'à sa mort, vivant sur un tatami prêté par un ami propriétaire d'un restaurant chinois local. Sa tombe se trouve dans sa ville natale de Kōfu, mais une pierre commémorative dédiée à Hōdai se trouve dans l'enceinte du Zuisen-ji à Kamakura.

## Source de la traduction
- (en) Cet article est partiellement ou en totalité issu de l’article de Wikipédia en anglais intitulé « Hōdai Yamazaki » (voir la liste des auteurs).